# 오쿠산숲쥐
오쿠산숲쥐(Hylomyscus grandis)는 쥐과에 속하는 설치류의 일종이다. 중앙아프리카 열대 기후 지역의 카메룬 오쿠 산에서만 발견된다. 자연 서식지는 열대 습윤 산지림이다. 분포 지역이 아주 좁고, 서식지 파괴로 위협을 받고 있기 때문에 국제 자연 보전 연맹(IUCN)이 보전 등급을 절멸위급종으로 분류하고 있다.

## 특징
아프리카숲쥐속에서 가장 큰 숲쥐로 머리부터 몸까지 길이가 89~110mm, 꼬리 길이가 130~150mm이다. 등 쪽의 털은 약 10mm 정도 길이이고, 색은 회색빛 갈색부터 계피색 갈색까지 다양하며 털 각각은 회색을 띠며 털 끝이 검은색 또는 갈색이다. 하체는 회색빛 흰색이고, 털 각각은 회색이고 끝이 희다. 상체와 하체의 털 색은 서로 명확하게 구분이 된다. 앞발은 작은 5개의 발가락이 있으며, 발가락 하나는 발톱이 없고 드문드문 흰 털이 나 있다. 뒷발도 작고 5개의 발가락 모두 발톱이 있으며 드문드문 흰 털이 나 있다. 꼬리 길이는 머리부터 몸까지 길이의 약 145%이고 거의 털이 없으며, 작은 비늘과 짧고 검은 거친털이 흩어져 있고 꼬리 끝 부분에 더 긴 털이 나 있다.

## 생태
오쿠산숲쥐의 생태와 습성은 아주 거의 알려져 있지 않고, 겨우 4점의 표본만이 수집되어 있다. 산지림에서 살고, 꼬리가 길어 나무를 잘 오를 수 있다. 4~6마리의 새끼를 임신한 암컷이 1월에 포획되었다.

## 보전 상태
오쿠산숲쥐는 아주 제한된 분포 지역에서 서식하며, 겨우 4점의 표본이 카메룬 오쿠 산 해발 2100m 이상의 단 한 곳에서 수집되었다. 전체 분포 지역 면적이 100km2 이하로 작고, 나무가 농경지 개발로 베어지고 목재가 건축용과 땔감으로 사용되기 때문에 자연림이 거의 남아 있지 않다. 이런 이유들 때문에 국제 자연 보전 연맹(IUCN)이 보전 등급을 절멸위급종으로 분류하고 있다.